# Sumberarum (Moyudan)
Sumberarum is een bestuurslaag in het regentschap Sleman van de provincie Jogjakarta, Indonesië. Sumberarum telt 6573 inwoners (volkstelling 2010).